# جان چرچ همیلتون
جان کلیسای همیلتون (۲۲ اوت ۱۷۹۲–۲۵ ژوئیه ۱۸۸۲) مورخ، زندگینامه و حقوقدان بود. وی فرزند الکساندر هامیلتون، یکی از بنیانگذاران ایالات متحده بود.

## اوایل زندگی
همیلتون در ۲۲ اوت ۱۷۹۲ در فیلادلفیا متولد شد. او پسر چهارم و پنجمین از هشت فرزند بود که به الکساندر همیلتون و الیزابت شوودل همیلتون متولد شدند. پدربزرگ و مادربزرگهای وی فیلیپ شویلر، یک قهرمان جنگ انقلابی و سناتور ایالات متحده از نیویورک و کاترین ون رنسلائر بودند.
وی یازده سال داشت که پدرش در دوئل با آرون بور معاون رئیس‌جمهور کشته شد. در ۸۵ سالگی با مصاحبه، وی خاطرات خود را شرح داد:
من یک واقعه واحد را با وضوح کامل به یاد می‌آورم. … روز قبل از دوئل که در یک اتاق نشسته بودم، وقتی که با سر و صدای کم، چرخیدم و دیدم پدرم در درگاه است، در سکوت در آنجا ایستاده و با یک شیرین‌ترین و زیباترین چهره به من نگاه می‌کند. پر از حساسیت بود، و بدون هیچ‌یک از مشاغل پیش از مشاغل که او گاهی داشت. "جان"، هنگامی که من او را کشف کردم، گفت: "شما نمی‌خواهید بیایید شب با من بخوابید؟" صدای او صریح و آشکار بود که گویی او به جای پدرم برادر من بوده‌است. آن شب به رختخواب او رفتم و صبح خیلی زود او مرا بیدار کرد و دستانم را در کف دستش گرفت، هر چهار دست دراز کرد، او گفت و به من گفت که نماز پروردگار را تکرار کنم. هفتاد و پنج سال از سر من گذشته‌است و من چیزهای زیادی را فراموش کرده‌ام، اما نه آن بیان دلپذیر وقتی که او ایستاد به من نگاه کرد در و نه دعایی که صبح قبل از دوئل با هم ساخته بودیم. من به خوبی یادم نمی‌آید که ببینم او در بستر مرگ او دروغ است، اگرچه من آنجا بودم.
در سال ۱۸۰۹، از کالج کلمبیا فارغ‌التحصیل شد، و پس از آن به تحصیل رشته حقوق پرداخت.

## حرفه
همیلتون در جنگ ۱۸۱۲ در ارتش آمریکا خدمت خود را آغاز کرد و به درجه ستوان دوم رسید. وی در این مدت به عنوان معاون اردوگاه به سرلشکر ویلیام هنری هریسون، رئیس‌جمهور آینده ایالات متحده خدمت کرد. در ژوئن ۱۸۱۴، بدون آنکه به‌طور جدی در این زمینه مشغول فعالیت باشد، از سمت خود در ارتش استعفا داد و به زندگی خصوصی بازگشت.

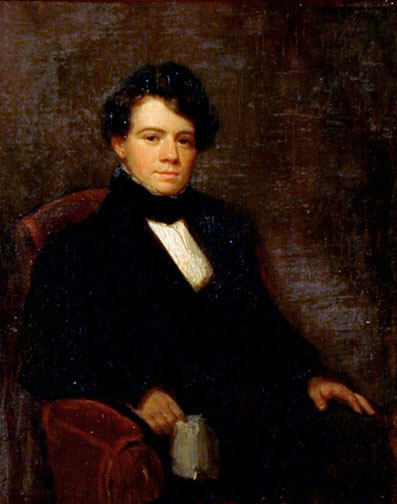
همیلتون، بین سالهای ۱۸۲۵ و ۱۸۳۰ توسط هنری اینمان نقاشی شده‌است

### تاریخ‌شناس
به گفته وی در نیویورک تایمز، "پس از بازگشت از خدمت سربازی ،" او خود را به اعمال قانون متوسل نکرده‌است. " در عوض، «با داشتن سلایق ادبی قوی ، [هامیلتون] خود را وقف مطالعه تاریخ کرد، تا بتواند زندگی پدر خود را بنویسد.»
در بین سالهای ۱۸۳۴ تا ۱۸۴۰، همیلتون نامه‌های پدر و سایر مقالات را خواند، مرتب‌سازی و ترتیب داد و شرح حال دو جلدی با عنوان زندگی اسکندر همیلتون را نوشت. زندگینامه در سال ۱۸۴۱–۱۸۴۰ منتشر شد. با این حال، تقریباً تمام نسخه‌ها در حالی که در حال اتصال بودند در آتش‌سوزی از بین رفت.
در طول دهه بعد، همیلتون نوشته‌های جمع‌آوری شده پدرش را تحت اختیار کمیته مشترک کتابخانه کنگره ایالات متحده ویرایش کرد. چاپ هفت جلد مجاز، آثار الکساندر هامیلتون: حاوی مکاتبات وی، و نوشته‌های سیاسی و رسمی وی، اختصاصی از فدرالیست‌ها، مدنی و نظامی، به سفارش کنگره در ۱۸۵۰–۱۸۵۰ منتشر شد.
همیلتون همچنین زندگی‌نامه ای را در هفت جلد نوشت، که بین سالهای ۱۸۵۷ تا ۱۸۶۴ منتشر شد، با عنوان زندگی الکساندر هامیلتون: تاریخ جمهوری جمهوری آمریکا. این اثر شرح حال پدر خود را با تاریخ ایالات متحده «به صورتی که در نوشته‌های او و در متن معاصرانش ردیابی می‌شود» ترکیب کرده‌است. پس از آنکه چندین زندگینامه دیگر این پروژه را رها کردند، از همیلتون خواسته شد که زندگی‌نامه جامع را توسط مادرش بنویسد، که پیش از انتشار آن درگذشت. : 17, 726 
در سال ۱۸۶۹، همیلتون با انتشار یادداشت‌های تاریخی و تفسیر، نسخه ای از فدرالیست را منتشر کرد.

### سیاست
همیلتون عضو حزب ویگ و بعداً جمهوریخواه بود، اما هیچ وقت منصوب نشده بود، زیرا نامزدی را برای کنگره از دست داد تا نماینده بخشی از شهر نیویورک باشد.
نظرات او در مورد اقتصاد در زمانهای مختلفی توسط رئیس‌جمهورهای اولیس اس. گرانت و چستر آرتور مورد تأیید قرار گرفت.

## زندگی بعدی
وی در سال ۱۸۸۰ مجسمه الکساندر هامیلتون را به شهر نیویورک هدیه داد، «گرچه ترجیح می‌داد این عمل دیگران باشد». وی در ۲۲ نوامبر ۱۸۸۰ از رونمایی از مجسمه در پارک مرکزی در نزدیکی موزه هنر متروپولیتن، گفت که او پس از یک قرن از وجود ملت، زمان "ابزار خدمات عمومی [همیلتون] و درسهای معاشرت خود را نشان داده بود. "و او اعتماد کرد" که این یادمان ممکن است در فراخواندن و قدردانی از آنها کمک کند. "
در ۲۵ ژوئیه سال ۱۸۸۲، همیلتون ۸۹ ساله درگذشت در استکهتن کلبه، در خیابان اقیانوس در لانگ شعبه نیوجرسی، به دلیل عارضه‌های زردی و آب مروارید. مراسم تشییع جنازه وی در کلیسای ترینیتی در منهتن برگزار شد.

## خانواده

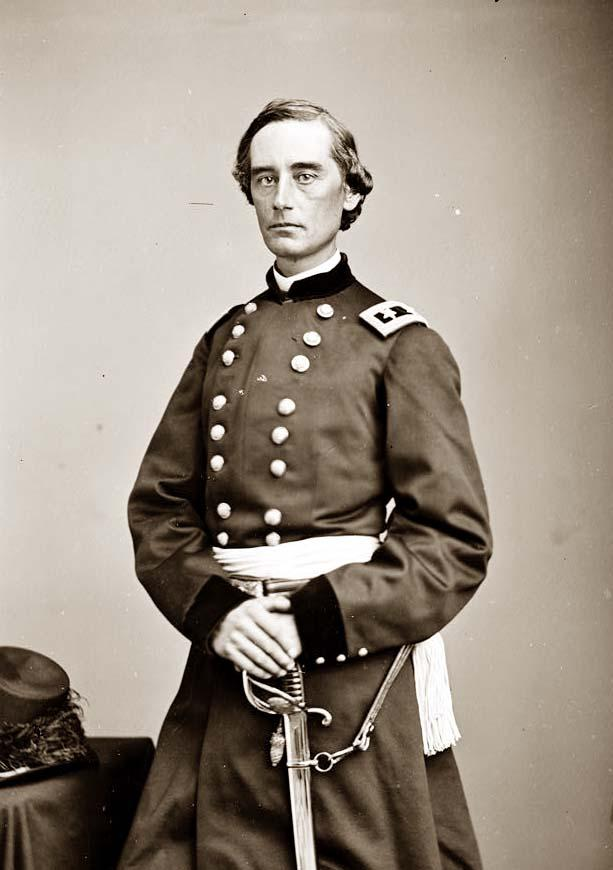
پسرش شویلر همیلتون است

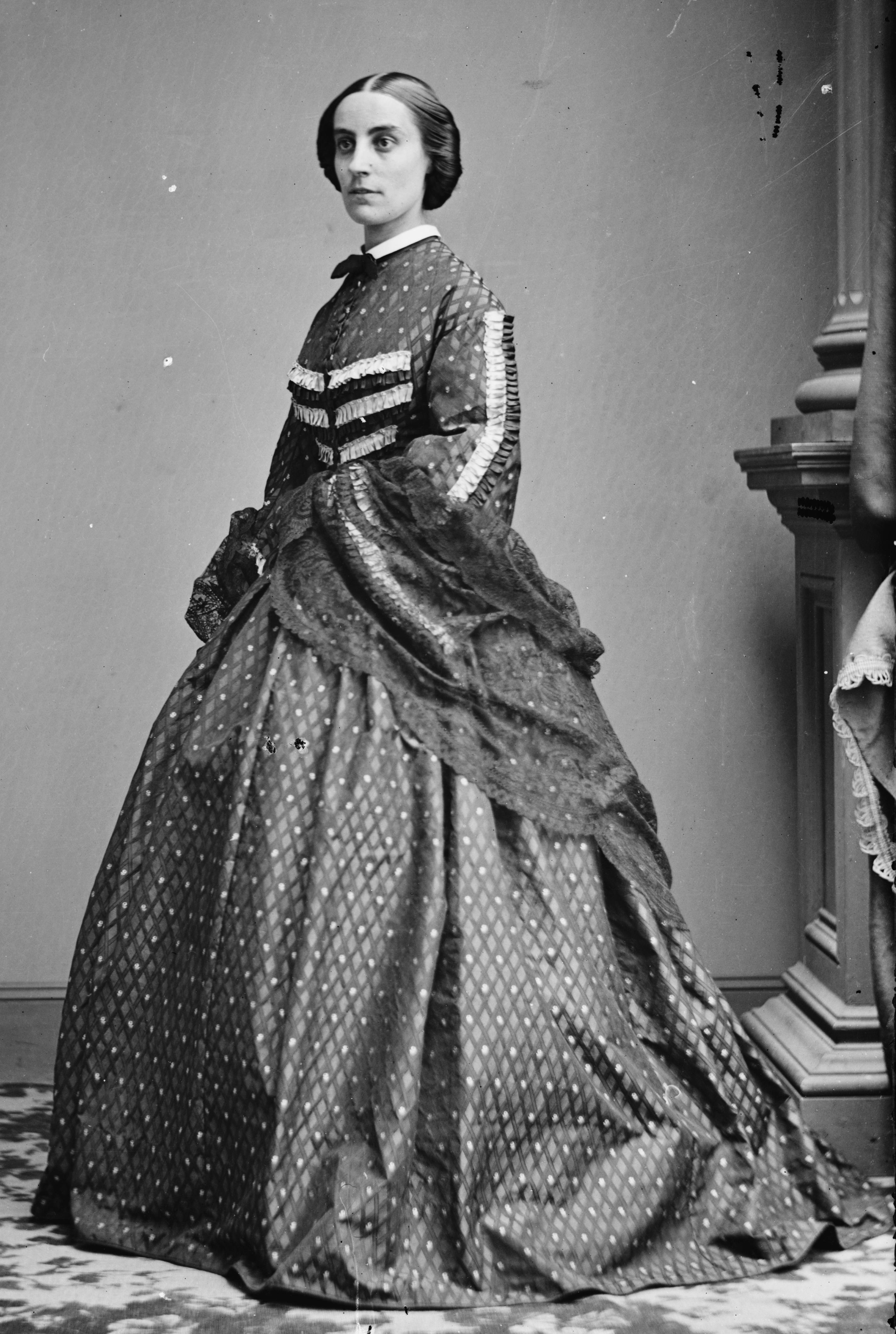
دخترش الیزابت هامیلتون هالک کالوم

وی با ماریا الیزا ون دن هووول (۴ ژانویه ۱۷۹۵ - سیزدهم سپتامبر ۱۸۷۳)، دختر جان کورنلیس وان دن هویول، صاحب مزارع و سیاستمداران متولد هلندی که از سال ۱۷۶۵ به عنوان فرماندار استان هلند از دمرارا خدمت می‌کرد، ازدواج کرد. ۱۷۷۰ و بعداً با شرکت هلند غربی هند هند به تجارت در نیویورک درآمد. آنها با هم چهارده فرزند داشتند:
- ژنرال الکساندر هامیلتون (۱۹۰۷–۱۸۱۵)، ژنرال اصلی جنگ داخلی، نویسنده دراماس و شعرها (1887).[۸]
- ماریا ویلیامسون همیلتون (۱۸۱۷–۱۸۱۷)، که جوان درگذشت[۷]
- شارلوت آگوستا همیلتون (۱۸۱۹–۱۸۱۹)
- جان کرنلیوس آدریان همیلتون (۱۸۲۰–۱۸۲۰)
- شوایلر همیلتون (۱۹۰۳–۱۸۲۲)، که در جنگ مکزیک خدمت کرد[۱]
- جیمز همیلتون (۱۸۲۴–۱۸۲۵)، که درگذشت جوان
- ماریا الیزا همیلتون (۱۸۲۵–۱۸۲۵)، که با قاضی چارلز ا. پابودی (۱۹۱۴–۱۸۱۴) ازدواج کرد[۹][۱۰]
- چارلز افتورپ همیلتون (۲۳ ژوئیه ۱۸۲۶–۲۹ نوامبر ۱۹۰۱)، در نیویورک، انگلیس و آلمان تحصیل کرد. پس از منصوب شدن برای یک مؤسسه حقوقی در نیویورک، وی در ویسکانسین قانون کار کرد. وی در آغاز جنگ داخلی در سال ۱۸۶۱ در پیاده‌نظام داوطلبان ویسکانسین ثبت نام کرد و به مقام سرهنگ ستوان رسید. مصدومیت شدید نبرد در هر دو پا استعفای وی را در مارس ۱۸۶۳ وادار کرد و وی دوباره به تمرین قانون بازگشت. در سال ۱۸۸۱، او به عنوان قاضی دادگاه مدار برای میلواکی انتخاب شد.[۶][۱۱]
- رابرت پی. همیلتون (۱۸۲۸–۱۸۲۸)
- آدلاید هامیلتون (۱۹۳۰–۱۸۳۰)
- الیزابت هامیلتون (۱۸۳۱–۱۸۳۱)، که برای اولین بار در سال ۱۸۵۵ با هنری واجر هالک ازدواج کرد[۱۲] و پس از مرگ وی، در سال ۱۸۷۵ با جورج واشینگتن کالوم ازدواج کرد.
- ویلیام گاستون همیلتون (۱۹۳۲–۱۸۳۲)، مهندس مشاور شرکت راه‌آهن پنسیلوانیا
- لورنس همیلتون (۱۸۳۴–۶ ژوئیه ۱۸۵۸)، فارغ‌التحصیل ۱۸۵۴ دانشکده کلمبیا، که در ۲۳ سالگی درگذشت. او به مدت یک سال به عنوان شخصی در هفتمین هنگ نیویورک خدمت کرده بود و هنگام خدمت به عنوان بخشی از اسکورت نظامی در کشتی که بقایای رئیس‌جمهور جیمز مونرو را به ریچموند، ویرجینیا بازگرداند، به‌طور اتفاقی غرق شد.[۱۳][۱۴][۱۵]
- آلیس همیلتون (۱۱ سپتامبر ۱۸۳۸–۱۵ سپتامبر ۱۹۰۵)